# Eureka (ATPC)
Eureka è il primo album in studio del gruppo musicale italiano ATPC, prodotto da DJ Basic Bass, allora conosciuti come Alta Tensione, uscito nel 1994 e composto da 19 tracce tra cui tre remix.

## Tracce
1. Intro – 2:34
2. Rap o rap – 3:33
3. Ringrazio e rispetto – 4:06
4. Rimo b-boy – 3:15
5. Eureka – 5:22
6. No tu no – 4:16
7. L'audio – 1:12
8. Mano nella mano – 4:17
9. Tu fossi in lui – 4:49
10. Depressione – 5:33
11. Lenza – 4:24
12. Una botta di vita – 5:40
13. Ma ciao – 1:22
14. Dimmi ridimmi – 4:50
15. Da dove vieni – 1:14
16. Autro – 0:57
17. Rap o rap (remix) – 3:49
18. Depressione (remix) – 3:56
19. Dimmi ridimmi (remix) – 4:48